# يوميات كتاب الحرية
يوميات كتاب الحرية هو كتاب غير خيالي صدر عام 1999. كتبه 150 طالب ومعلمتهم إيرين جروويل يحكي الكتاب عن كيف استخدم مدرس و 150 مراهقًا الكتابة لتغيير أنفسهم والعالم من حولهم, كتاب الحرية هم مجموعة من الطلاب من مدرسة وودرو ويلسون الثانوية في لونج بيتش، كاليفورنيا. ممّن وُصموا بمشاركتهم في أحداث الشغب. لكن المعلّمة إيرين جروويل نجحت في تحويلٍهم إلى مجموعة من الكتّاب الذين أصبح كتابهم من أكثر الكتب مبيعًا في الولايات المتحدة الأمريكية. هذا الكتاب هو أساس فيلم Freedom Writers لعام 2007، بطولة هيلاري سوانك. يتكون الكتاب من مذكرات طلبت إيرين جرويل من طلابها أن يكتبوا فيها عن مشاكل ماضيهم وحاضرهم ومستقبلهم. أطلقوا على أنفسهم اسم "كتاب الحرية" على وزن "فرسان الحرية" وهو الاسم الاعتباري لنشطاء الحقوق المدنية في ستينيات القرن العشرين. بعد نجاح الكتاب، أحدثت مؤسسة كتاب الحرية التي واصلت تقديم التمارين والفلسفات المشابهة لتلك المستخدمة في الفصول الأصلية، وتتبع تقدم الفصول الأصلية والمستمرة.

## ملخص القصة
كمعلمة اللغة الإنجليزية البالغة من العمر 23 عامًا في مدرسة ويلسون الثانوية في لونج بيتش بولاية كاليفورنيا، واجهت إيرين جروويل غرفة مليئة بالطلاب "غير القابلين للتدريس والمعرضين للخطر". ولتحبيبهم في الكتابة كعلاج اقترحت المعلمة على الطلبة قراءة بعض الكتب مثل " يوميات آن فرانك" الذي نُشر عام 1947، و"يوميات زلاتا: حياة طفل في سراييفو" الذي نُشر بين عامي 1992 و1993. والذي يقدم نظرة ثاقبة على الإبادة الجماعية في البوسنة والحياة اليومية للأطفال في خضم الحرب, كانت مثل هذه القراءات كأدلة للطلبة وكرحلة ملحمية غيرت حياتهم وفتحت عيونهم ورفعت معنوياتهم ضد التعصب وسوء الفهم. لقد تعلموا رؤية أوجه التشابه بين هذه الكتب وحياتهم الخاصة، وسجلوا أفكارهم ومشاعرهم في مذكراتهم
تروي غرويل لصحيفة “ذا أتلانتك“: “عندما دخلت إلى الفصول الدراسية لأول مرة، كان هناك 150 طفلاً يكرهون الكتابة ويكرهونني ويكرهون كل شيء. كان عليّ إيجاد كيف يمكنني جعل الكتابة والقراءة ذات صلة بهم… لهذا بدأت بالبحث عن قصص تهمّهم، قصص لأشخاص يكتبون عن أشياء ترتبط بأولئك الأطفال وبحياتهم.”

## منع الكتاب في المدارس
في 11 مارس 2008، تم إيقاف معلمة اللغة الإنجليزية في مدرسة بيري ميريديان الثانوية في إنديانابوليس بولاية إنديانا ، كوني هيرمان، عن العمل لمدة عام ونصف لاستخدامها يوميات كتاب الحرية في فصلها الدراسي ضد رغبات مجلس المدرسة. اعترض المسؤولون على الإهانات العنصرية والمحتوى الجنسي في أجزاء من الكتاب.
في مارس 2023، تمت إزالة الكتاب من مكتبات المدارس العامة في مقاطعة مارتن بولاية فلوريدا .
في يونيو 2023، وصف عضو مجلس الشيوخ بولاية يوتا جون د. جونسون الكتاب بأنه إباحي وقال إن المدارس الثانوية ترتكب جناية "التواطؤ في توزيع المواد الإباحية على القاصرين"